# Wilgefortiskapelle

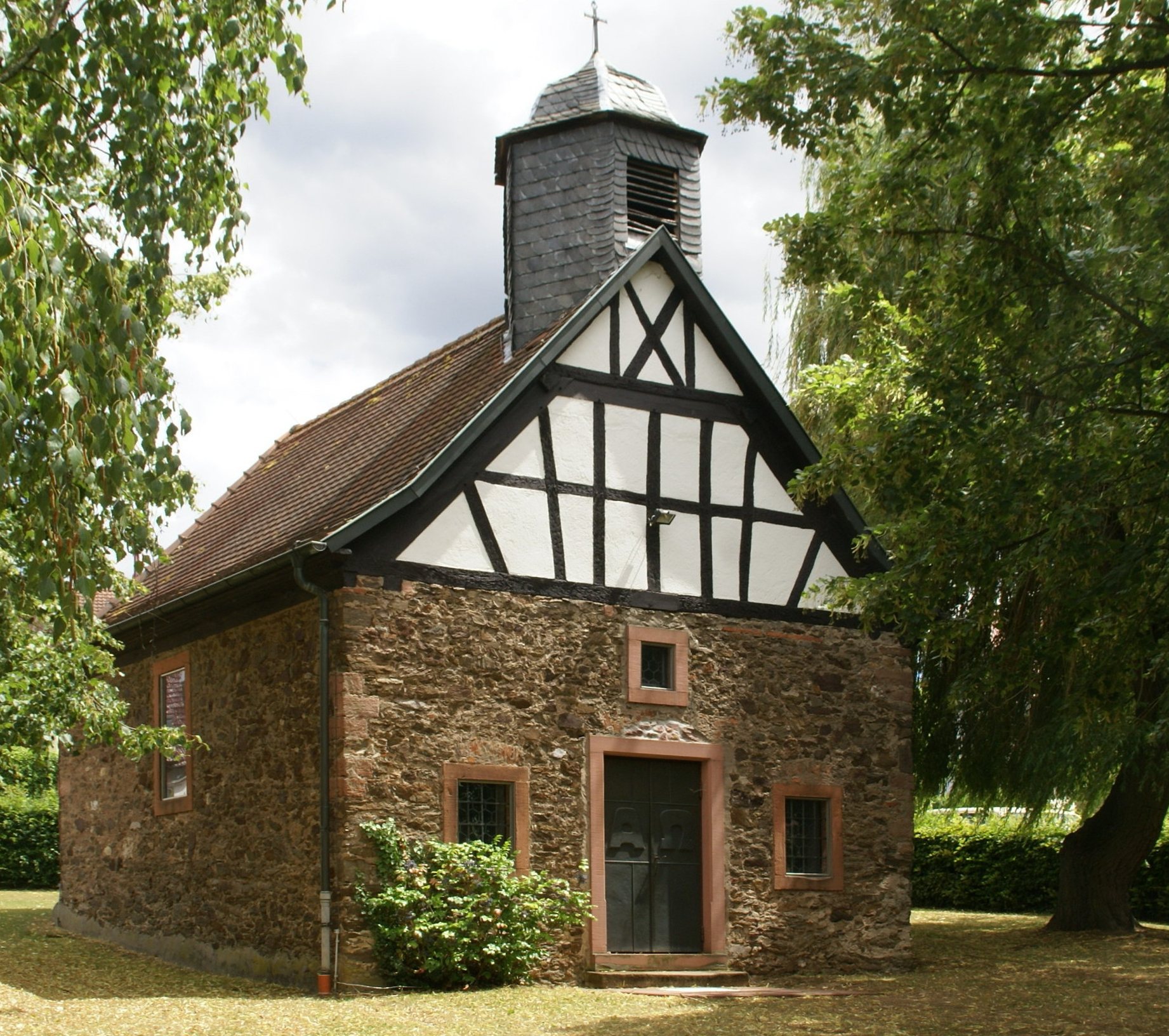
Wilgefortiskapelle

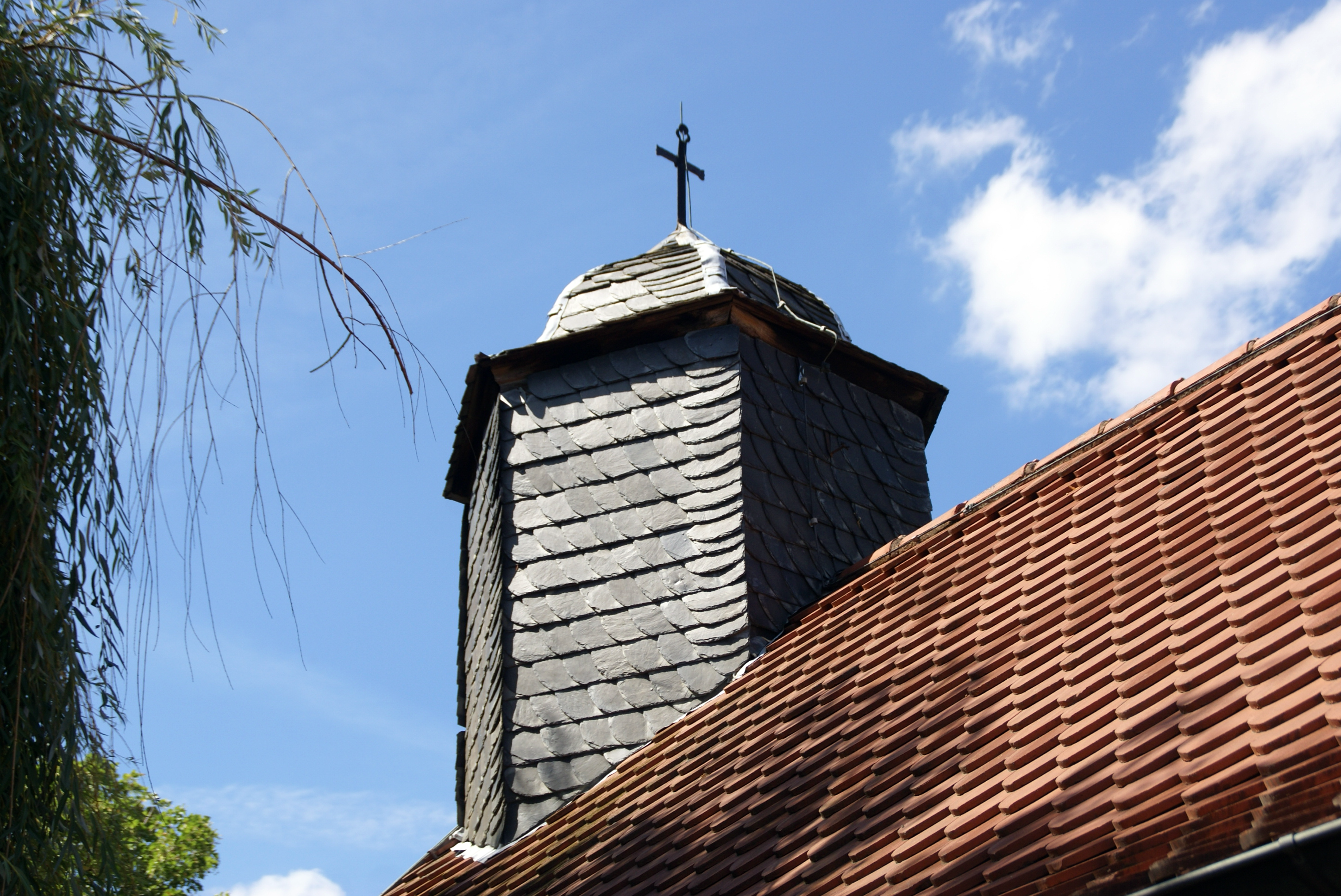
Dachreiter der Kapelle

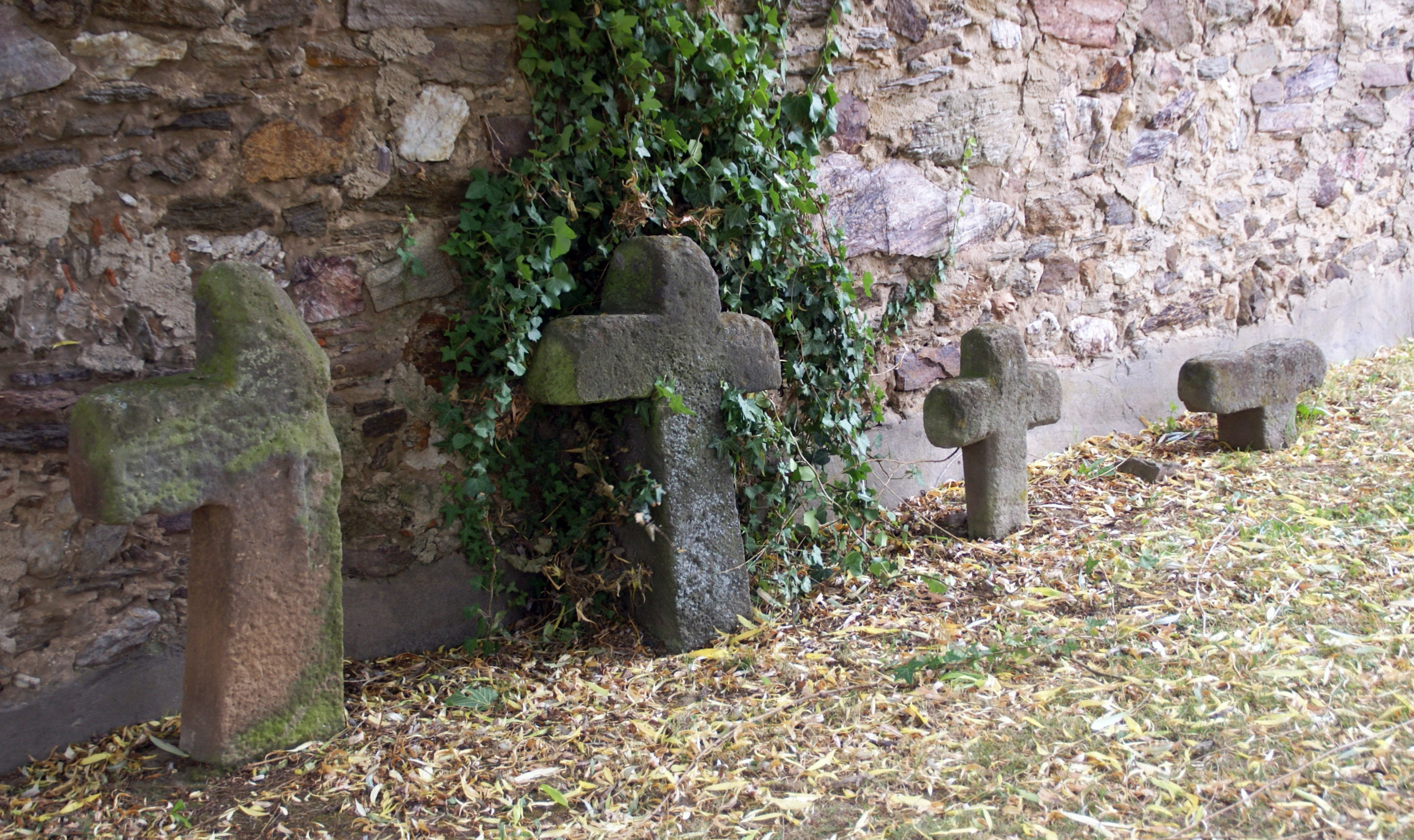
Sühnekreuze an der Wilgefortiskapelle

Die Wilgefortiskapelle ist eine Kapelle bei Alzenau im Landkreis Aschaffenburg in Bayern.

## Geographie
Die Kapelle befindet sich auf 154 m ü. NHN am heutigen Ortsrand im Süden des Stadtteils Hörstein, in der Nähe des Friedhofes, am Fuße des Hahnenkamms.

## Geschichte
Die Wilgefortiskapelle wurde laut dem Grundstein im Jahr 1564 auf freiem Feld als „Heiliges Häuslein“, wie sie im Kirchenbuch genannt wird, erbaut. 1775 wurde sie erhöht und 1804 erweitert. Die Glocke wurde 1963 aufgehängt. Die letzten Renovierungen erfolgten 1981 und 2012. Die Kapelle ist im Besitz der Katholischen Kirchenstiftung Maria Himmelfahrt in Hörstein.

### Name
Die Kapelle hat ihren Namen von der heiligen Wilgefortis, auch Kümmernis genannt. Es wird von lat. „virgo fortis“ abgeleitet, was „starke Jungfrau“ bedeutet.

## Beschreibung
Das kleine Gebäude ist ein massiver Bruchsteinbau mit einem Fachwerkgiebel. Chor und Dachreiter wurden in Polygonform errichtet. An die rechte Außenseite der Kapelle wurden vier alte Sühnekreuze aus Stein vom Aschaffenburger Weg versetzt und hier angebracht. Sie sind Mahnmale vergangener Zeiten (14. Jhdt.).
Die Kapelle wird zur Palmprozession, in der Bittwoche, bei der Prozession in die Weinberge und zu besonderen Anlässen geöffnet. Sie gehört zur Kirchengemeinde Mariä Himmelfahrt in der Pfarreiengemeinschaft St. Benedikt am Hahnenkamm.

### Ausstattung
Der Altar hat zwei Säulen mit einem Holztafelbild dazwischen, das die heilige Wilgefortis darstellt. Darauf befindet sich ein Aufsatz mit Putten von etwa 1780 sowie seitliche Figuren des heiligen Wendelinus, des heiligen Antonius von Padua und des heiligen Laurentius und ein Votivbild. Die Empore zeigt das Wappen der Zisterzienseräbtissin Antonia Hartz (1736–1774) aus dem ehemaligen Kloster Marienschloss bei Rockenberg. Weitere Wilgefortis-Darstellungen in der Umgebung gibt es in der Pfarrkirche St. Hippolytus in Dettingen am Main, in der Basilika in Seligenstadt sowie in der Pfarrkirche Wörth am Main.
Die Kapelle enthielt lange Zeit zwei Kunstdenkmäler, die heute in der Turmkapelle der Pfarrkirche Maria Himmelfahrt aufbewahrt werden:
- Anna selbdritt (Maria mit dem Kind und Mutter Anna), eine Holzskulptur von Peter Dell d. Ä. um 1520. Sie gilt als kostbares religiöses Kunstwerk der Renaissancezeit am Untermain.[1]
- Das Wilgefortiskreuz, eine ikonographisch interessante Darstellung der heiligen Wilgefortis in Holz (restauriert 1804).

## Verehrung
Vor allem Frauen wandten sich an die Heilige Wilgefortis bei Unfruchtbarkeit, schwerer Geburt, sowie bei Viehseuchen und falschen Anklagen.